# Berchemia longipes
Berchemia longipes är en brakvedsväxtart som beskrevs av Yi Ling Chen och P. K. Chou. Berchemia longipes ingår i släktet Berchemia och familjen brakvedsväxter. Inga underarter finns listade i Catalogue of Life.